# 迈克尔·佩珀
迈克尔·佩珀（FRS FREng ，1942年8月10日—），英国物理学家，以研究半导体纳米结构知名。

## 早年经历
佩珀于1942年8月10日出生，高中就读于伦敦西敏市的圣马里波恩文法学校，1963年获雷丁大学物理学理学士，之后留校攻读研究生，1967年获哲学博士。1987年，在剑桥大学任教的佩珀获得文学硕士，之后获得剑桥的理学博士。

## 科研生涯
在普利西公司研究实验室工作的时候，迈克尔与1977年诺贝尔物理学奖得主内维尔·莫特合作。两人的合作促使他于1973年在卡文迪许实验室研究半导体结构。随后加入通用电气希斯特研究所，设立剑桥-通用电气联合计划。1985年，克劳斯·冯·克利青凭借发行量子霍尔效应获得诺贝尔物理学奖，佩珀是克利青论文三位作者之一。1984年，佩珀在卡文迪许实验室创立半导体物理研究小组。在担任英国皇家学会沃伦研究员一段时间后，佩珀于1987年获任命为物理学教授至今。1991年，到新成立的东芝剑桥研究中心（现为东芝欧洲研究所剑桥研究实验室）担任常务董事。2001年，获任命为TeraView公司科学总监，该公司由剑桥研究实验室的太赫兹研究机构独立成立。2003年担任新西兰奥塔哥大学药学名誉教授。2009年离开剑桥大学，获伦敦大学学院纳米电子学彭德教席，期间推动了半导体物理学及太赫兹辐射应用的发展。佩珀目前是ARC未来低能耗电子技术卓越中心科学顾问委员会成员。

## 荣誉
- 1982年：剑桥大学三一学院研究员
- 1983年：皇家学会会士[9]
- 1985年：欧洲物理学会欧洲物理学奖（英语：Europhysics Prize）、英国物理学会格思里奖
- 1987年：休斯奖章
- 2000年：内维尔·莫特奖章（英语：Nevill Mott Medal and Prize）[10]
- 2004年：皇家学会贝克里安荣誉讲座（英语：Bakerian Lecture）
- 2005年：皇家獎章[11]
- 2009年：英国皇家工程院院士[2]
- 2010年：斯旺奖章（英语：Swan Medal and Prize）
- 2013年：法拉第奖章（英语：Faraday Medal）
- 2019年：艾萨克·牛顿奖章[12]

## 研究领域
- 电流及电阻（英语：Electrical resistance and conductance）量子化现象
- 基本电荷测量
- 一维和零维电子现象
- 通用量子传输
- 局部化和金属-绝缘体转变
- 电子气强相互作用性质
- 玻色–爱因斯坦凝聚的固态形式
- 磁性半导体混合结构
- 醫學物理